# Daniel Bursch
Daniel Bursch (ur. 25 lipca 1957 w Bristolu w Pensylwanii) – amerykański lotnik i astronauta.

## Życiorys
W 1979 ukończył fizykę w United States Naval Academy, a w 1991 nauki inżynieryjne w Naval Postgraduate School, w kwietniu 1980 został lotnikiem morskim w Pensacoli na Florydzie. Od stycznia do grudnia 1984 szkolił się na pilota doświadczalnego w United States Naval Test Pilot School w stanie Maryland. Jest kapitanem US Navy, ma wylatane ponad 2500 godzin na ponad 35 typach samolotów. 

## Kariera astronauty
17 stycznia 1990 został wybrany przez NASA kandydatem na astronautę, zakwalifikował się w lipcu 1991. Był specjalistą misji STS-51 od 12 do 22 września 1993, trwającej 9 dni, 20 godzin i 11 minut; start i lądowanie nastąpiły z Centrum Kosmicznego im. Johna F. Kennedy'ego na Florydzie. Od 30 września do 11 października 1994 był specjalistą misji STS-68 trwającej 11 dni, 5 godzin i 46 minut. Start nastąpił z Centrum Kosmicznego im. Johna F. Kennedy’ego, a lądowanie w Edwards Air Force Base w Kalifornii. Misja STS-77 miała miejsce od 19 do 29 maja 1996, trwała 10 dni i 39 minut; wykonano lot z laboratorium Spacelab-LSM i umieszczono na orbicie oraz przechwycono satelitę Spartan-207. W ostatniej misji, STS-108/Ekspedycja 4/STS-111 na Międzynarodową Stację Kosmiczną od 5 grudnia 2001 do 19 czerwca 2002 pełnił funkcję inżyniera lotu, a misja trwała 195 dni, 19 godzin i 38 minut.
Łącznie spędził w kosmosie 226 dni, 22 godziny i 14 minut. W czerwcu 2005 opuścił NASA.